# Ho Technical University

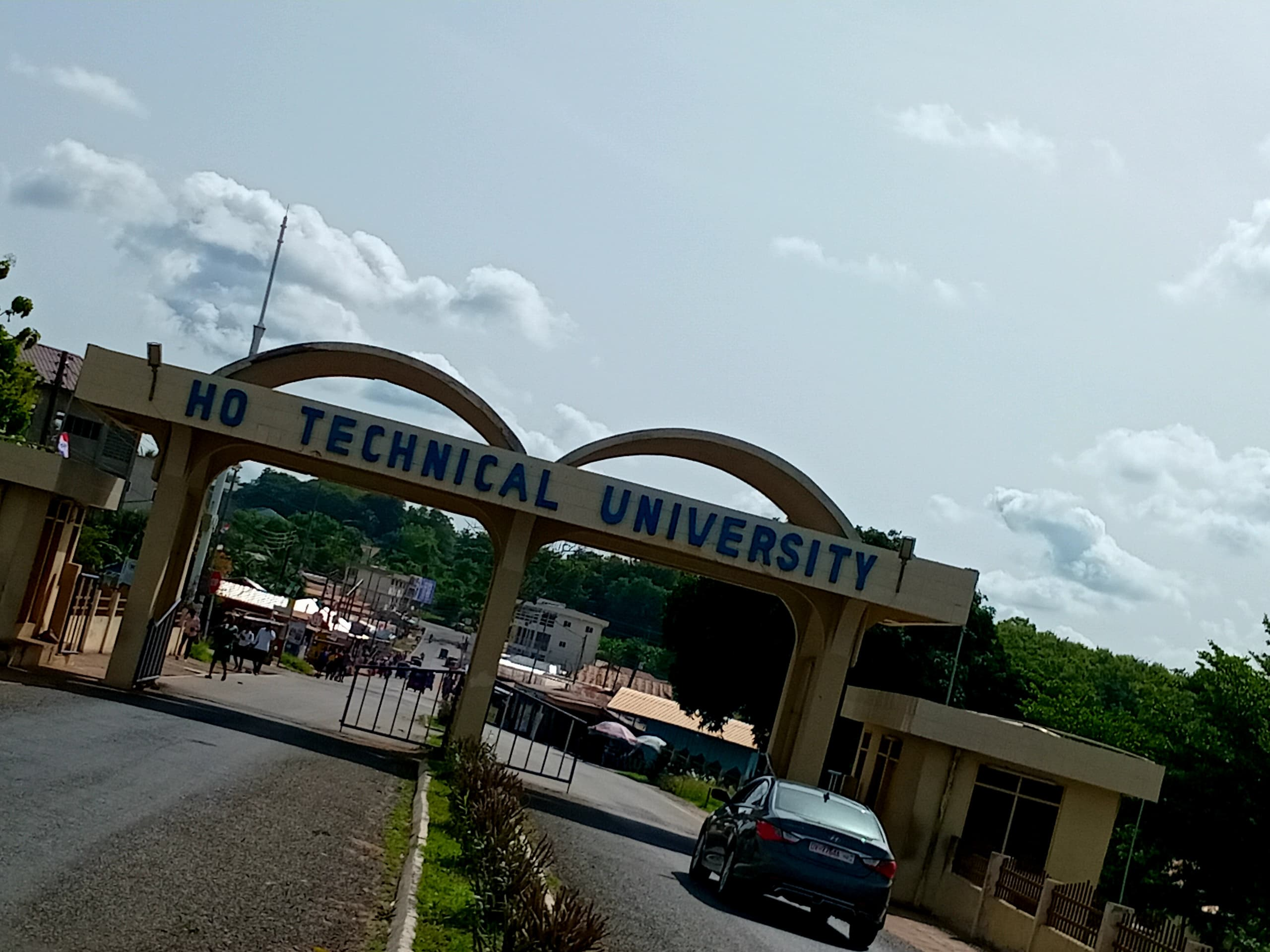
Portal der Ho Technical University

Die Ho Technical University, früher Ho Polytechnic, (dt. Fachhochschule Ho) ist eine von zehn Fachoberschulen im westafrikanischen Staat Ghana. Sie wurde 1968 in Ho in der Volta Region gegründet.